# Kimi Räikkönen
Kimi-Matias Räikkönen (pronunție în finlandeză [ˈkimi ˈmɑtiɑs ˈræi̯kːønen]; n. 17 octombrie 1979, Esbo, Finlanda) este un pilot de curse finlandez ce a concurat în Campionatul Mondial de Formula 1 timp de 19 sezoane. În 2007, a devenit campion mondial în Formula 1, pentru Scuderia Ferrari. Cu 103 podiumuri, el este unul dintre cei cinci piloți care au obținut peste 100 de podiumuri.-- Räikkönen a câștigat 21 de Mari Premii, ceea ce îl face cel mai de succes pilot finlandez în ceea ce privește victoriile în Formula 1 și este singurul pilot care a câștigat în erele de motoare V10, V8 și V6 turbo hibrid.-- După nouă sezoane de curse în Formula 1, a părăsit sportul pentru a concura în Campionatul Mondial de Raliuri în 2010 și 2011, revenind în Formula 1 în 2012. Este cunoscut pentru personalitatea sa rezervată și reticența de a participa la evenimente de Relații Publice. La Marele Premiu de la Eifel din 2020, a doborât recordul de cele mai multe starturi în Formula 1.
Înainte de a semna cu Ferrari, Räikkönen a condus pentru Sauber în 2001, și pentru McLaren între 2002 și 2006 inclusiv. În 2010, a făcut saltul spre Campionatul Mondial de Raliuri unde a pilotat o mașină a echipei Citroen. În 2012, el a revenit în Formula 1 pentru echipa Lotus. A pilotat pentru aceasta până în 2014 unde revenit din nou la Ferrari. În 2019, el a revenit la echipa care l-a lansat, redenumită între timp Alfa Romeo Racing, pentru care a condus până la retragerea sa, la sfârșitul sezonului 2021.

## Cariera

### Înainte de Formula 1
Kimi a participat în numeroase campionate naționale, regionale, europene și mondiale de karting, sport în care a debutat în 1989 la vârsta de zece ani, cea mai bună performanță fiind titlul de vice-campion european la clasa Super A obținut în 1999, an în care a debutat și în întrecerile de monoposturi, mai exact în campionatul european de Formula Ford.
În 1999 a câștigat seria de iarnă a Formulei Renault care are loc în Marea Britanie, un an mai târziu triumfând în campionatul regulat după ce a câștigat șapte curse din totalul de zece.
În anul 2007,Kimi Raikkonen a câștigat Marele Circ.O victorie la mustață cu numai un punct în fața lui Alonso respectiv Hamilton.Totodată Ferrari este campioana la constructori.

### În Formula 1

#### Sauber (2001)
Primul contact cu Formula 1 s-a produs în toamna lui 2000 când a fost invitat la o sesiune de teste alături de echipa Sauber. În ciuda experienței limitate - Kimi provenea direct din Formula Renault, fără să fi trecut prin Formula 3 sau Formula 3000 - și a unei treceri bruște de la un monopost cu o putere de 200 CP la unul cu o putere de 800 CP, arată o maturitate ieșită din comun. Înca din primele tururi reușește să se țină la o secundă în spatele timpului lui Michael Schumacher, liderul Formulei 1 la acea dată, aceasta în condițiile în care testul avusese loc la Mugello, acolo unde talentul pilotului se vede prima dată.
Încântați de noul lor pilot, cei de la Sauber îi oferă lui Kimi un contract pe un an, singura problemă fiind însă obținerea superlicenței din partea FIA fără de care nu putea participa în campionat. Inițial forul internațional a refuzat acordarea acesteia, argumentând că finlandezul participase la doar 23 de curse de monoposturi, deci avea prea puțină experiență pentru Formula 1. În cele din urmă FIA a cedat insistențelor, care au venit mai ales din partea presei, astfel că decide acordarea unei superlicențe temporare pentru doar șase curse.
În acest fel Räikkönen s-a putut prezenta la startul Marelui Premiu al Australiei, prima etapă a sezonului 2001 unde de altfel a reușit și primul său punct, terminând cursa pe locul șase. Evoluțiile sale din cursele următoare - a doua clasare în puncte s-a produs în Marele Premiu al Austriei, chiar ultima cursă în care putea concura cu superlicența temporară, unde a terminat al patrulea, îi vor aduce superlicența definitivă, astfel că este capabil să își ducă la bun sfârșit contractul cu Sauber.
Un alt loc patru este obținut în Marele Premiu al Canadei, urmat de un loc cinci la Silverstone, astfel că termină primul său an în Formula 1 cu un total de 9 puncte, ajutând echipa Sauber să urce pe locul al patrulea la constructori, cea mai bună performanță a lor.
În toamna lui 2001 Räikkönen a semnat un nou contract, de această dată cu McLaren, pentru a-l înlocui pe Mika Häkkinen. De fapt Kimi a fost semnat de către Ron Dennis la insistențele lui Häkkinen. A fost o decizie neașteptată din două puncte de vedere - mai întâi Kimi folosise un motor Ferrari la Sauber în 2001 și de aceea era de așteptat ca să se alăture echipei italiene, apoi Nick Heidfeld, colegul lui Kimi de la Sauber din acel an, fusese pilot de teste la McLaren în perioada 1997 - 1999 și era de așteptat ca el să semneze cu Ron Dennis.

#### McLaren (2002-2006)

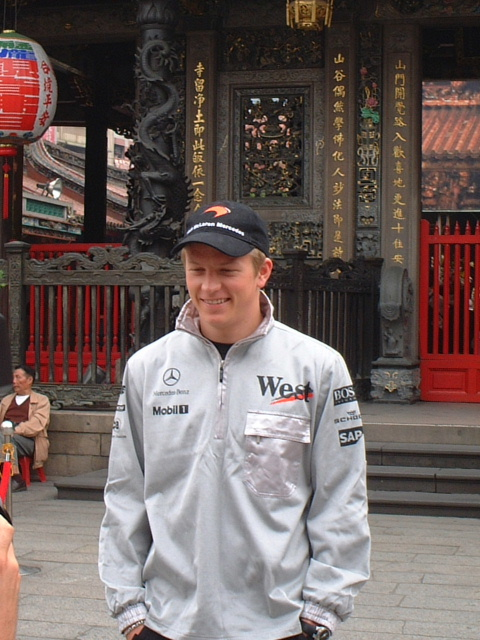
Kimi în 2002

Debutul la McLaren s-a produs în Marele Premiu al Australiei 2002, un an de la debutul său în Formula 1 și a fost unul extrem de reușit pentru că la finalul cursei a urcat pe podiumul de premiere. Din păcate mașina i-a jucat numeroase feste în cursele următoare, astfel că se întoarce în puncte abia la Montreal unde a ocupat locul al patrulea. Cursa canadiană este urmată de o nouă clasare pe podium, locul trei Nürburgring în Marele Premiu al Europei.  Apoi, în Marele Premiu al Franței de la Magny-Cours Kimi are parte de prima șansă reală de a câștiga cursa dar face o greșeală pe final, retrogradând pe locul secund, după Michael Schumacher. Un nou loc patru la Hungaroring și un al patrulea podium la Suzuka îi aduc un total de 24 puncte în primul său an la McLaren și locul al șaselea în clasamentul general.
Sezonul 2003 a fost unul mult mai bun decât precedentul, Räikkönen aflându-se până în ultima cursă în lupta pentru titlul mondial al piloților. A început anul cu un loc trei în Australia și a continuat cu o victorie, prima din cariera sa în Malaysia, după o cursă pe care a dominat-o cu autoritate, dar și cu două locuri secunde în Brazilia și San Marino, astfel că era liderul campionatului după patru etape.
O coliziune l-a scos din cursa contânt pentru Marele Premiu al Spaniei încă din primul tur, dar în Marele Premiu al Austriei și apoi în cel de la Monte Carlo ocupă din nou locul secund. Deși între timp pierduse primul loc al clasamentului piloților, Kimi se ținea în continuare în ceafa lui Michael Schumacher, pierzând o șansă de a redeveni lider în Marele Premiu al Europei când a abandonat cu probleme de motor când se afla la conducere. Tot atunci a ocupat și primul pole position al carierei sale.

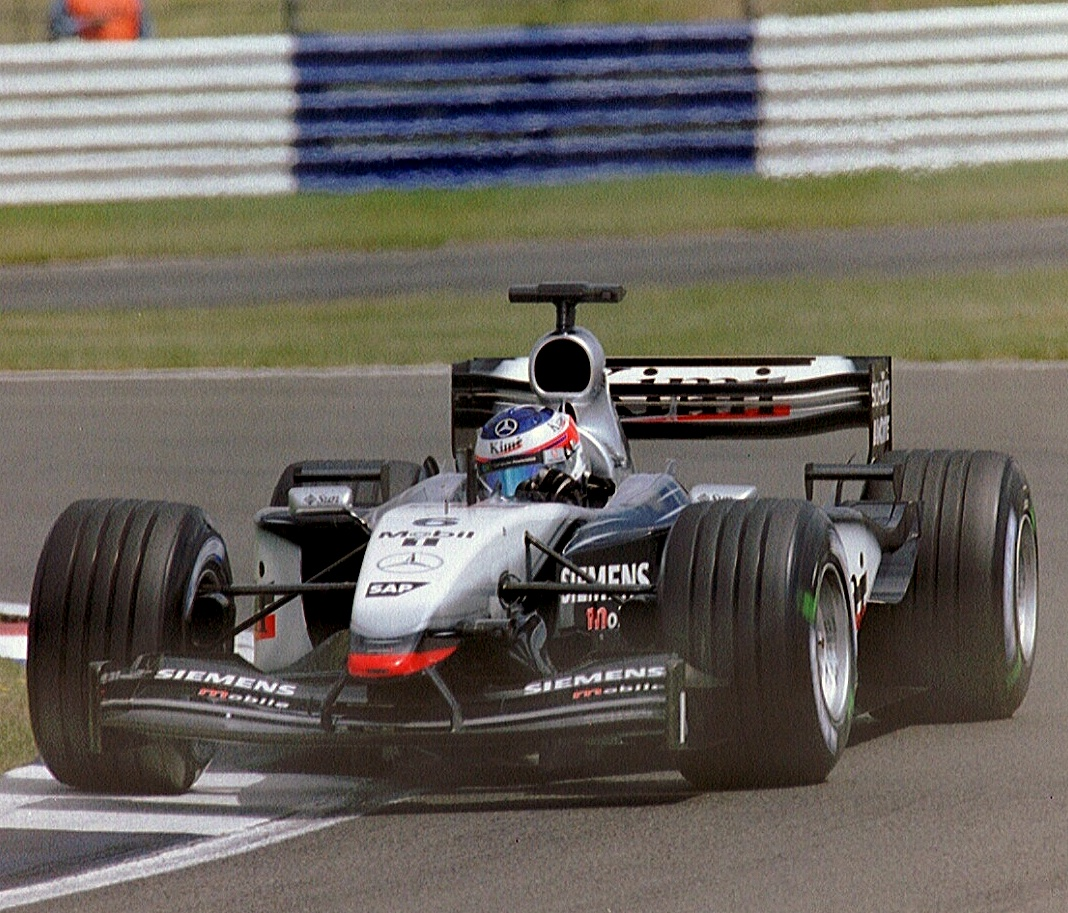
Kimi Räikkönen în Marele Premiu al Marii Britanii din 2003

În următoarele curse beneficiază din plin de problemele avute de Michael Schumacher și se apropie la două puncte de acesta după cursa de la Hungaroring, între el și german fiind și Juan Pablo Montoya, cu trei etape înainte de final.
În Marele Premiu al Italiei reușește abia locul al patrulea, dar revine pe podium în Marele Premiu al Statelor Unite ale Americii unde a terminat al doilea. Cu doar o cursă înainte de finalul sezonului Räikkönen se afla la nouă puncte distanță de Michael Schumacher dar mai păstra încă șanse la titlul mondial, însă avea nevoie de victorie la Suzuka, ceea ce nu s-a întâmplat, astfel că termină anul pe locul secund, o performanță foarte bună dacă ținem cont de faptul că McLaren a folosit tot timpul anului monopostul MP4/17D, o evoluție a monopostului folosit în 2002.
Sezonul 2004 a fost unul extrem de slab pentru McLaren și Kimi Räikkönen, iar cauza principală a fost motorul Mercedes Benz care a cauzat cinci abandonuri în primele șapte curse, astfel că Räikkönen avea doar un singur punct după primele șapte etape. Încet, încet situația a început să se redreseze în momentul în care McLaren a folosit o versiune nouă a mașinii, astfel că la Silverstone a plecat în cursă din pole-position și a terminat al doilea.
Vârful sezonului a fost atins în Marele Premiu al Belgiei unde Kimi a câștigat cea de-a doua cursă a carierei sale. Alte două podiumuri au fost semnate în cursele din China și Brazilia, dar locul șapte ocupat la finalul sezonului era extrem de nemulțumitor.
Deși Räikkönen a terminat cu bine sezonul 2004, speranțele pentru o continuitate la fel de bună în 2005 au fost năruite de locurile opt și nouă din debutul sezonului 2005, abia în cea de-a treia cursă, Marele Premiu al Bahrainului, revenind pe podium, dar deja Fernando Alonso conducea campionatul cu un avans considerabil. Apoi o speranță, apărută în momentul pole-ului de la Imola, s-a transformat într-un nou eșec Kimi abandonând cu probleme tehnice în prima parte a cursei când se afla la conducere.

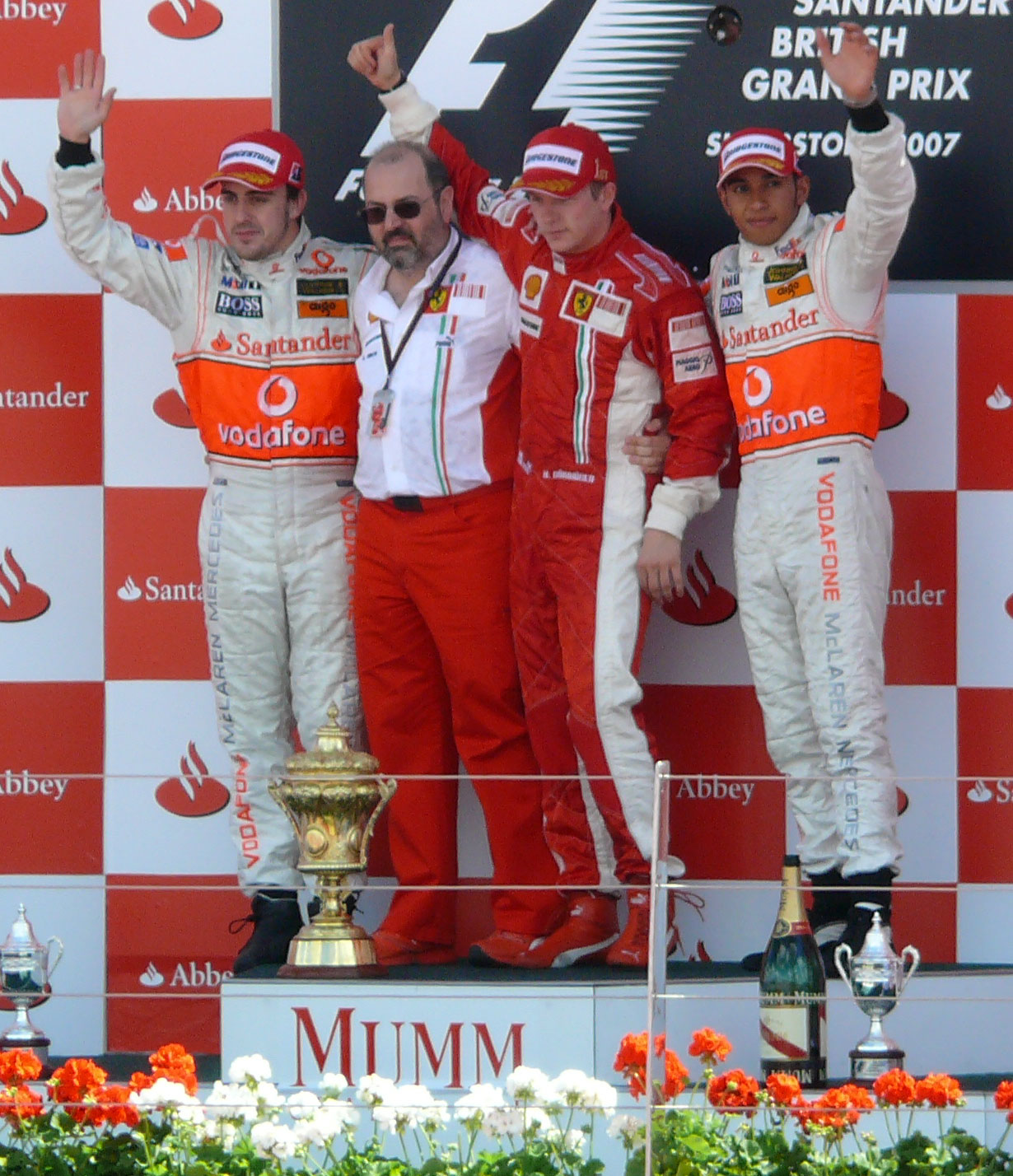
Kimi Räikkönen pe podium în Marele Premiu al Marii Britanii din 2007, câștigătorul cursei. De la stânga la dreapta: Fernando Alonso, Gilles Simon, Kimi Räikkönen și Lewis Hamilton

#### Ferrari (2007-2009)

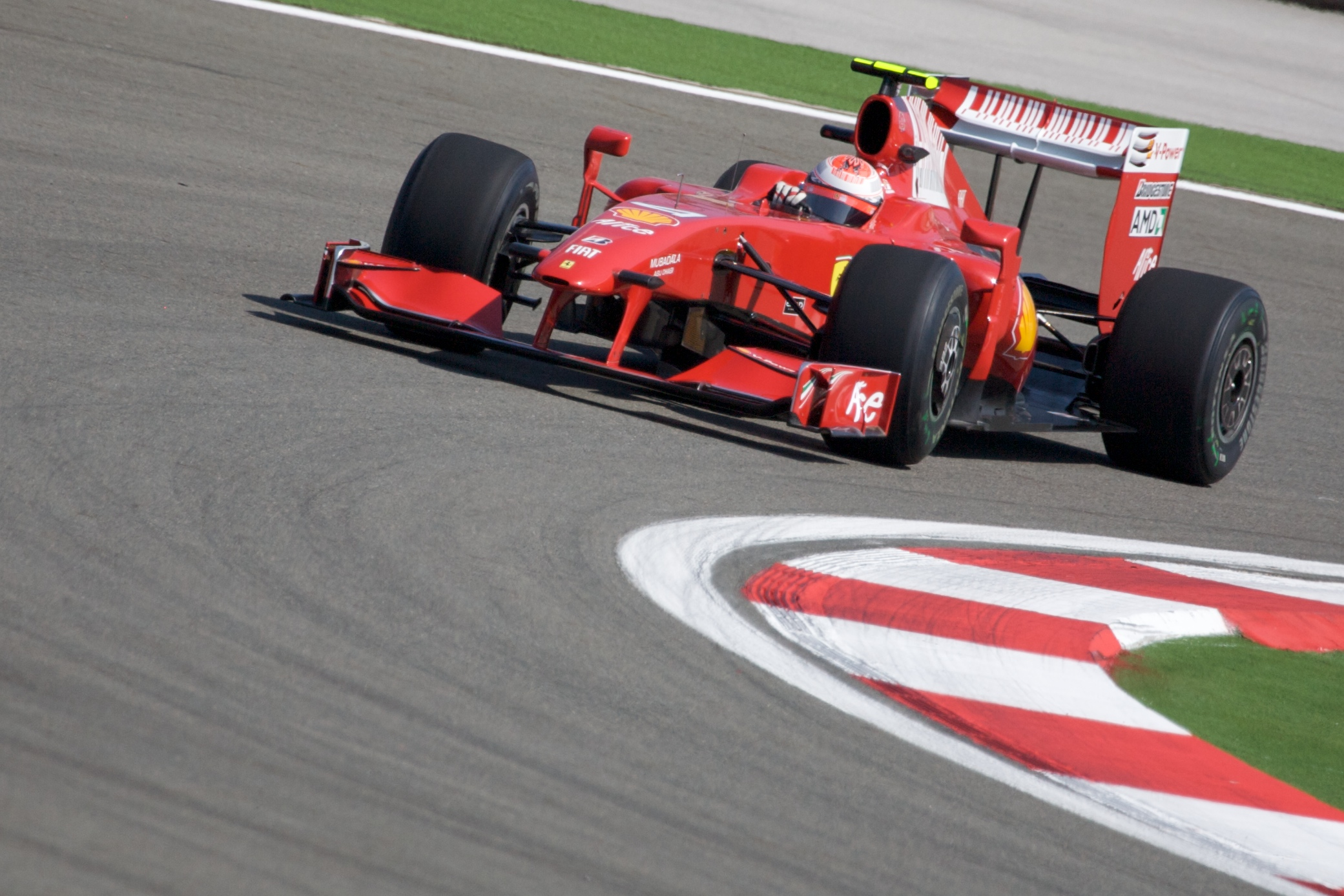
Räikkönen în Marele Premiu al Turciei din 2009

Imediat ce Michael Schumacher și-a anunțat retragerea din Formula 1, Kimi a fost anunțat de către Scuderia Ferrari drept înlocuitorul germanului. De fapt finlandezul semnase un precontract cu Scuderia Ferrari încă din 2006.
Debutul la Scuderia Ferrari a avut loc în Marele Premiu al Australiei 2007.
La prima sa cursă cu Ferrari, Kimi Räikkönen câștigă Primul Grand-Prix al anului 2007.
După ce a câștigat și ultima cursă din calendarul competițional, Kimi Räikkönen a devenit campionul mondial în sezonul 2007 al Formulei 1.

#### Lotus F1 (2012-2013)
Spre finalul anului 2011, circulau zvonuri cum că Räikkönen ar concura din nou în Formula 1, acesta purtând negocieri cu echipa Williams. Negocierile cu echipa nu au ajuns la un punct comun, iar finlanedzul a semnat în cele din urmă cu o altă echipă, Lotus F1.
În ianuarie a fost facut anuntul oficial al revenirii lui Kimi Räikkönen în campionatul modnial de Formula 1, alături de echipa Lotus F1, unde este coechipier cu pilotul francez Romain Grosjean. Finlandezul are contract cu echipa până la finele sezonului 2013.

#### Ferrari (2014-2018)
În 2014, Räikkönen s-a mutat înapoi la Ferrari în timp ce Lotus s-a străduit să-l păstreze. A fost așteptată o luptă crâncenă cu Fernando Alonso, dar Ferrari a produs, din nou, o mașină proastă. Räikkönen s-a luptat tot sezonul, în timp ce Alonso a reușit să conducă peste probleme. Reputația finlandezului a avut un succes, dar părerea generală despre Ferrari era atât de proastă, încât a însemnat că locul său în echipă era asigurat.
Cu toate acestea, 2015 s-a dovedit a fi similar cu noul coechipier Sebastian Vettel, care a marcat trei victorii și a avut dublul punctelor finlandezului. Ferrari-ul din 2016 nu a reușit să se apropie de Mercedes, și chiar Red Bull a arătat că poate bate din nou Ferrari. Kimi a marcat 4 podiumuri în acel sezon și aproape a câștigat Marele Premiu al Spaniei.

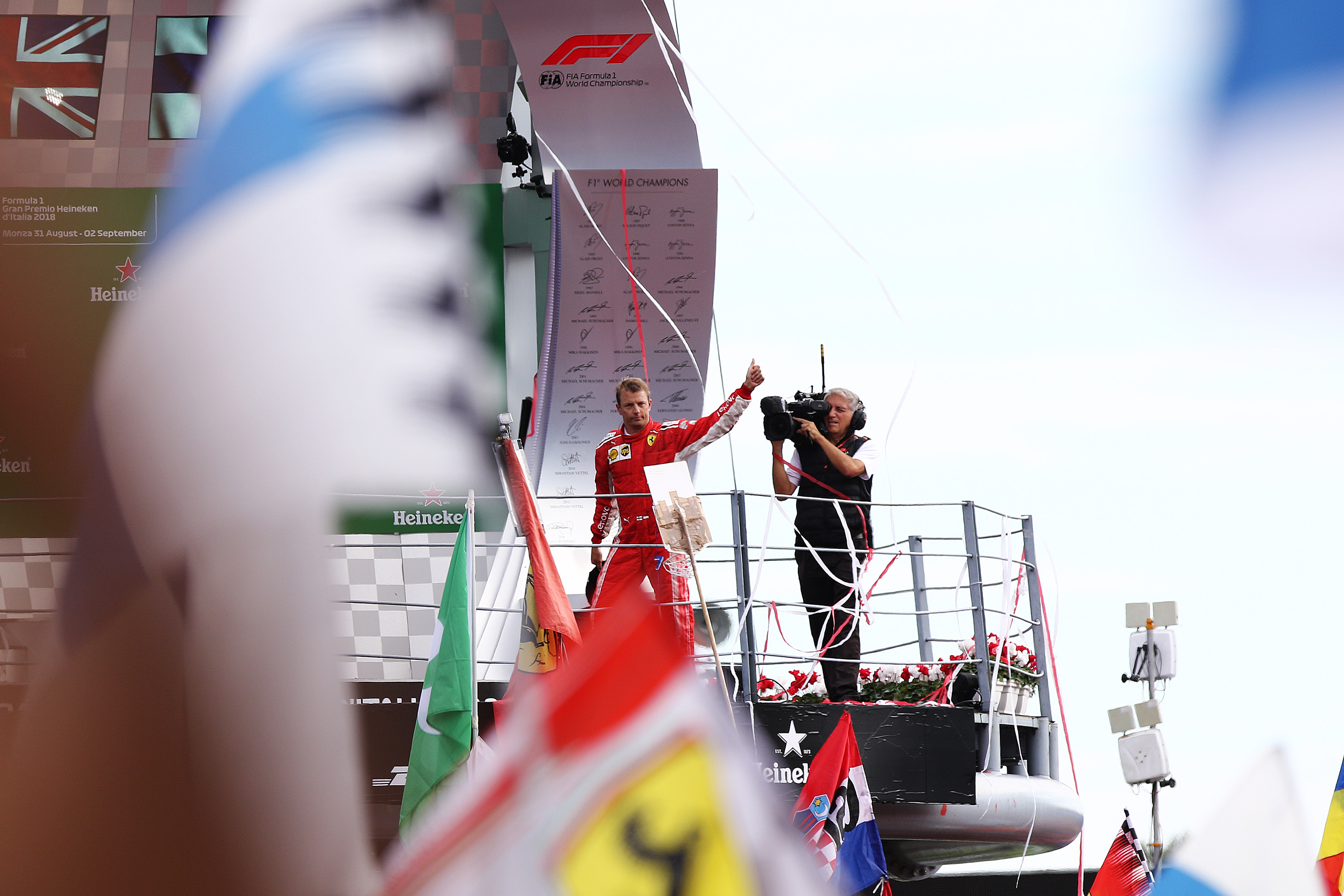
Kimi Räikkönen pe podium în Marele Premiu al Italiei din 2018

În 2017 Ferrari SF70H a fost din nou mult mai bun, dar mașina nu părea să se potrivească stilului de conducere al lui Kimi. Colegul său de echipă, Sebastian Vettel, a câștigat 5 curse. Räikkönen a marcat 7 podiumuri cu aceasta, dar n-a câștigat o cursă. A avut câteva coliziuni cu Max Verstappen care nu au fost de ajutor. La sfârșitul sezonului, el a avut un decalaj uriaș de 112 puncte între el și coechipierul său Vettel.
2018 a fost etichetat de mulți drept probabil ultimul său sezon în Formula 1. Finlandezul de atunci, în vârstă de 38 de ani, cu doi copii, ar putea în sfârșit să râdă uneori. Nu a câștigat o singură cursă de la întoarcerea la Ferrari.
Sezonul 2018 a pus capăt foametei sale pentru o victorie în Formula 1. El a câștigat Marele Premiu al SUA din 2018 cu o luptă grozavă și un final strâns. A fost singura sa victorie de la întoarcerea la Ferrari în 2014. Ultima sa victorie înaintea celei pentru Ferrari a fost în 2013, când a câștigat prima cursă a sezonului pentru Lotus F1.
Cu câteva luni înainte, în timpul Marelui Premiu al Italiei, a apărut știrea că Kimi va fi izgonit de debutantul din 2018, Charles Leclerc.

#### Alfa Romeo Racing (2019-2021)

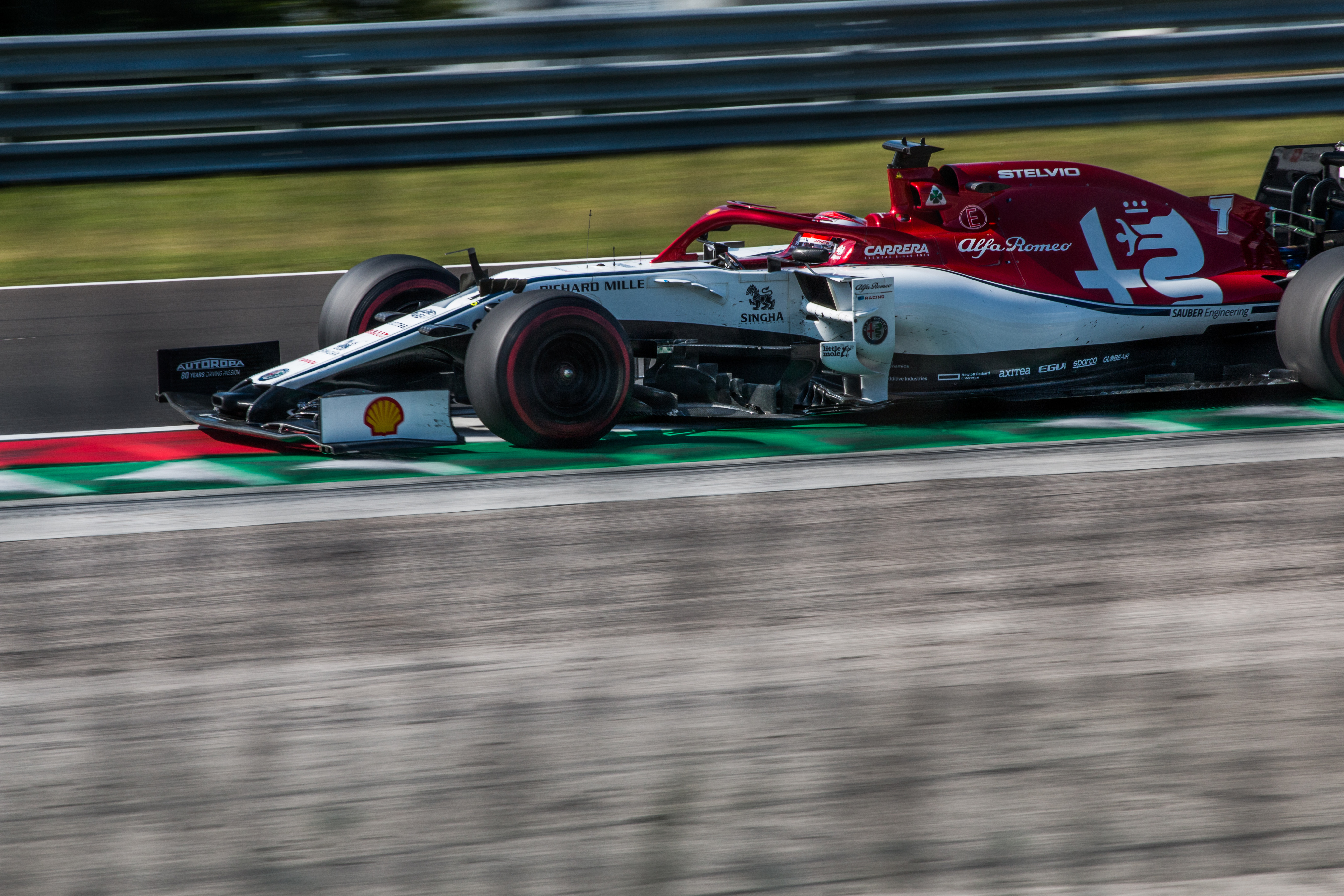
Räikkönen în Marele Premiu al Ungariei din 2019

Șoferul finlandez, care este deja cel mai bătrân pilot de pe grilă (39 de ani) a semnat un contract pe doi ani cu echipa sa de debut, Sauber. Echipa a fost redenumiă în „Alfa Romeo Racing” pentru sezonul 2019. Colegul său de echipă pentru anul 2019 va fi șoferul italian, Antonio Giovinazzi.
Sezonul 2019 a început cu performanțe grozave ale campionului finlandez, care a terminat în puncte în primele patru curse, cu un loc pe poziția 7 ca fiind cel mai bun rezultat al său pentru Alfa Romeo, obținut în Bahrain. Apoi, a avut trei curse dure în Spania, Monaco și Canada, unde nu a marcat puncte. După acea serie negativă, el a revenit la forma sa excelentă, adăugând puncte în patru din ultimele cinci Mari Premii înainte de pauza de vară și terminând pe locul 7 de două ori, în Franța și Budapesta. La sfârșitul primei jumătăți a anului 2019, Kimi a marcat 31 din cele 32 de puncte ale Alfa Romeo în campionat și s-a stabilit ca fiind candidat pentru conducerea mijlocului clasamentului. A doua jumătate a anului 2019 a fost total diferită pentru Räikkönen și Alfa Romeo, campionul din 2007 obținând puncte doar o dată în a doua jumătate a anului. Cel mai bun final al sezonului său, însă, s-a produs la Marele Premiu al Braziliei din 2019, unde a obținut locul 4. Räikkönen a terminat pe locul 12 în Campionatul Mondial cu 43 de puncte.
În sezonul 2020, Ferrari, a avut un motor dezamăgitor după ce a fost investigată de FIA în 2019 cu privire la legalitatea unității lor de putere. Alfa Romeo, cu motoare Ferrari, a avut unul dintre cele mai slabe sezoane din istorie. În timpul sezonului, Räikkönen a obținut puncte de două ori, terminând pe locul nouă la Marele Premiu al Toscanei și din nou pe locul nouă la Marele Premiu de la Emilia-Romagna, în timp ce a reușit cea mai bună poziție în calificări în Turcia cu locul 8. Acest lucru l-a plasat pe locul 16 în clasamentul piloților cu patru puncte, înaintea coechipierului Antonio Giovinazzi și a piloților Haas și Williams. Cea de-a 323-a cursă din Formula 1 a lui Räikkönen la Marele Premiu de la Eifel l-a făcut să bată recordul lui Rubens Barrichello pentru cele mai multe curse de Formula 1 din istorie.
Räikkönen urmează să continue cu Alfa Romeo și în 2021 alături de Giovinazzi.

## Cariera în Formula 1
| Sezon | Echipă                    | Puncte | Loc clasament general |
| ----- | ------------------------- | ------ | --------------------- |
| 2001  | Red Bull Sauber Petronas  | 9      | 10                    |
| 2002  | West McLaren Mercedes     | 24     | 6                     |
| 2003  | West McLaren Mercedes     | 91     | 2                     |
| 2004  | West McLaren Mercedes     | 45     | 7                     |
| 2005  | West McLaren Mercedes     | 112    | 2                     |
| 2006  | Team McLaren Mercedes     | 65     | 5                     |
| 2007  | Scuderia Ferrari Marlboro | 110    | 1                     |
| 2008  | Scuderia Ferrari Marlboro | 75     | 3                     |
| 2009  | Scuderia Ferrari Marlboro | 48     | 6                     |
| 2012  | Lotus F1 Team             | 207    | 3                     |
| 2013  | Lotus F1 Team             | 183    | 5                     |
| 2014  | Scuderia Ferrari          | 55     | 12                    |
| 2015  | Scuderia Ferrari          | 150    | 4                     |
| 2016  | Scuderia Ferrari          | 186    | 6                     |
| 2017  | Scuderia Ferrari          | 205    | 4                     |
| 2018  | Scuderia Ferrari          | 251    | 3                     |
| 2019  | Alfa Romeo Racing         | 43     | 12                    |
| 2020  | Alfa Romeo Racing         | 4      | 16                    |
| 2021  | Alfa Romeo Racing         | 10     | 16                    |

## Cariera în Motorsport
| Sezon | Competiție               | Puncte | Loc clasament general |
| ----- | ------------------------ | ------ | --------------------- |
| 2009  | World Rally Championship | 0      | -                     |
| 2010  | World Rally Championship | 25     | 10                    |
| 2011  | World Rally Championship | 34     | 10                    |
| 2011  | NASCAR Nationwide Series | 0      | -                     |

## Trivia
- Kimi Räikkönen este poreclit Iceman din cauza faptului că vorbește foarte puțin și în general este foarte retras.